# Oreodera magnifica
Oreodera magnifica är en skalbaggsart som beskrevs av Martins och Monné 1993. Oreodera magnifica ingår i släktet Oreodera och familjen långhorningar. Inga underarter finns listade i Catalogue of Life.